# I Remember Hank Williams
I Remember Hank Williams es el vigésimo quinto álbum de estudio del músico Glen Campbell, publicado en noviembre de 1973 por Capitol Records. Es un álbum tributo al cantautor estadounidense Hank Williams, con versiones de canciones interpretadas por Williams junto con su banda The Drifting Cowboys.

## Relanzamientos
El 12 de marzo de 2013, BGO Records reeditó el álbum en CD junto con I Knew Jesus (Before He Was a Star) (1973) y Glen Travis Campbell (1972).

## Recepción de la crítica
Un escritor no especificado de la revista Cash Box declaró: “Este nuevo álbum de Glen es un tesoro de música country. Un maravilloso tributo al legendario Hank Williams, el álbum contiene una gran cantidad del mejor material de Hank. La dinámica voz de Glen se presta para grandes interpretaciones de estos clásicos del country. Se ha dicho que Hank cantó con una lágrima en la garganta y Glen le da a este material ese mismo tipo de estilización. [...] Glen le da a la música de Hank ese mismo sentimiento de verdadera honestidad que Hank siempre transmitió en su música”. Un escritor no especificado de la revista Billboard escribió: “Si bien la sobrecubierta carece de color e impacto, el nombre de Campbell asegura al público otro excelente paquete de entretenimiento y a los distribuidores una serie de buenas ventas. Jimmy Bowen ha producido una recopilación de los grandes éxitos de Hank Williams y los fans de Hank, sin duda, tendrán sus propios favoritos”.

## Lista de canciones
Todas las canciones escritas y compuestas por Hank Williams, excepto donde esta anotado. 
| Lado uno |                                   |          |  |
| N.º      | Título                            | Duración |  |
| 1.       | «I Could Never Be Ashamed of You» | 2:56     |  |
| 2.       | «Your Cheatin' Heart»             | 3:17     |  |
| 3.       | «I'm So Lonesome I Could Cry»     | 2:25     |  |
| 4.       | «Half as Much» (Curley Williams)  | 2:47     |  |
| 5.       | «Wedding Bells» (Claude Boone)    | 2:51     |  |

| Lado dos |                                                    |          |  |
| N.º      | Título                                             | Duración |  |
| 1.       | «You Win Again»                                    | 3:40     |  |
| 2.       | «A Mansion on the Hill» (H. Williams, Fred Rose)   | 2:42     |  |
| 3.       | «Take These Chains from My Heart» (Hy Heath, Rose) | 2:34     |  |
| 4.       | «Cold, Cold Heart»                                 | 2:44     |  |
| 5.       | «I Can't Help It (If I'm Still in Love with You)»  | 2:39     |  |

## Créditos y personal
Créditos adaptados desde las notas de álbum de I Remember Hank Williams.
Personal técnico
- Jimmy Bowen – productor
- Dennis McCarthy – arreglos
- John Guess – ingeniero de audio
- Grover Helsley – ingeniero de audio
- Tom Wilkes Productions, Inc. – diseño de portada

## Posicionamiento

### Gráfica semanal
| Gráfica (1974)                                        | Pico de posición |
| ----------------------------------------------------- | ---------------- |
| Estados Unidos (Billboard Bubbling Under the Top LPs) | 205              |
| Estados Unidos (Billboard Hot Country LPs)            | 10               |
| Estados Unidos (Cash Box Top 100 Albums)              | 140              |
| Estados Unidos (Cash Box Top Country LPs)             | 1                |

### Gráfica de fin de año
| Gráfica (1974)                               | Pico de posición |
| -------------------------------------------- | ---------------- |
| Estados Unidos (Cash Box Top Country Albums) | 44               |